# Challenge Cup 2017-2018 (pallamano maschile)
La EHF Challenge Cup 2017-2018 è stata la 24ª edizione del torneo.

## Round 2
| Squadra 1            | Totale | Squadra 2                | Andata | Ritorno |
| -------------------- | ------ | ------------------------ | ------ | ------- |
| RK Vogošća           | 54–48  | Holon HC                 | 31–24  | 23–24   |
| Red Boys Differdange | 57–52  | Kauno Azuolas-KTU Kaunas | 32–26  | 25–26   |
| Taşova Yibo SC       | 0–20   | RK Mojkovac              | 0–10   | 0–10    |
| Aloysians Prominent  | 32–73  | PAOK                     | 17–34  | 15–39   |
| ORK Samot 65         | 75–45  | Cambridge HC             | 43–21  | 32–24   |
| Käerjeng             | 69–58  | Donbass                  | 32–30  | 37–28   |
| VHC Šviesa Vilnius   | 48–61  | Dynamo-Victor            | 24–25  | 24–36   |
| Konjuh-Živinice      | 72–39  | Proodeftikos Paphos      | 39–15  | 33–24   |

## Round 3
| Squadra 1             | Totale | Squadra 2              | Andata | Ritorno |
| --------------------- | ------ | ---------------------- | ------ | ------- |
| Konjuh-Živinice       | 48–63  | SGS Ramhat Hashron     | 25–30  | 23–33   |
| Eurofarm Rabotnik     | 57–47  | Granitas-Karys         | 28–24  | 29–23   |
| London GD             | 37–81  | AEK                    | 16–40  | 21–41   |
| Madeira Andebol SAD   | 81–32  | Parnassos Strovolou    | 46–12  | 35–20   |
| HC Gomel              | 54–63  | IBV Vestmannaeyjar     | 27–31  | 27–32   |
| KH Trepça             | 49–75  | AHC Potaissa Turda     | 29–35  | 30–40   |
| Göztepe SK            | 63–55  | PAOK                   | 35–26  | 28–29   |
| HC Visé               | 79–63  | PGU-Katina TV Tiraspol | 38–31  | 41–32   |
| BSB Batumi            | 49–89  | Zrinjski Mostar        | 17–47  | 32–42   |
| Dynamo-Victor         | 66–57  | Sloga Zmartforce       | 37–26  | 29–31   |
| MSK Považská Bystrica | 58–50  | RK Lovćen              | 34–26  | 24–24   |
| RK Vogošća            | 54–65  | Fyllingen Bergen       | 33–35  | 21–30   |
| SKIF Krasnodar        | 57–55  | Käerjeng               | 31–27  | 26–28   |
| HC Berchem            | 59–45  | ORK Samot 65           | 26–21  | 33–24   |
| ZNTU-ZAB Zaporozhye   | 71–46  | RK Mojkovac            | 36–20  | 35–26   |
| Red Boys Differdange  | 79–49  | HC Dobrudja            | 43–23  | 36–26   |

## Ottavi di finale
| Squadra 1             | Totale | Squadra 2            | Andata | Ritorno |
| --------------------- | ------ | -------------------- | ------ | ------- |
| Eurofarm Rabotnik     | 50–61  | Fyllingen Bergen     | 22–25  | 28–36   |
| MSK Považská Bystrica | 49–53  | Madeira Andebol SAD  | 25–23  | 24–30   |
| IBV Vestmannaeyjar    | 53–46  | SGS Ramhat Hashron   | 32–25  | 21–21   |
| Dynamo-Victor         | 59–52  | Red Boys Differdange | 31–26  | 28–26   |
| Zrinjski Mostar       | 57–67  | SKIF Krasnodar       | 27–39  | 28–30   |
| AHC Potaissa Turda    | 68–53  | HC Visé              | 44–24  | 24–29   |
| Göztepe SK            | 52–57  | AEK                  | 29–25  | 23–32   |
| ZNTU-ZAB Zaporozhye   | 59–65  | HC Berchem           | 29–34  | 30–31   |

## Quarti di finale
| Squadra 1          | Totale | Squadra 2           | Andata | Ritorno |
| ------------------ | ------ | ------------------- | ------ | ------- |
| Dynamo-Victor      | 48–55  | Madeira Andebol SAD | 27–27  | 21–28   |
| SKIF Krasnodar     | 51–66  | IBV Vestmannaeyjar  | 23–25  | 28–41   |
| AEK                | 64–43  | HC Berchem          | 32–25  | 32–18   |
| AHC Potaissa Turda | 59–56  | Fyllingen Bergen    | 29–24  | 30–32   |

## Semifinali
| Squadra 1           | Totale | Squadra 2          | Andata | Ritorno |
| ------------------- | ------ | ------------------ | ------ | ------- |
| Madeira Andebol SAD | 44–52  | AEK                | 21–29  | 23–23   |
| IBV Vestmannaeyjar  | 55–56  | AHC Potaissa Turda | 31–28  | 24–28   |

## Finale
| Squadra 1          | Totale | Squadra 2 | Andata | Ritorno |
| ------------------ | ------ | --------- | ------ | ------- |
| AHC Potaissa Turda | 59–49  | AEK       | 33–22  | 26–27   |